# Höchst (Francfort-sur-le-Main)
Pour les articles homonymes, voir Höchst.
Höchst est un quartier de l'Ouest de Francfort, sur la rive droite du Main. Höchst est devenu une partie de Francfort-sur-le-Main en 1928.
Höchst est célèbre à travers le monde pour la société d'industrie chimique et pharmaceutique Hoechst AG, créée en 1863, et après diverses acquisitions et fusions, fusionnée dans le groupe Sanofi en 2011.

## Histoire

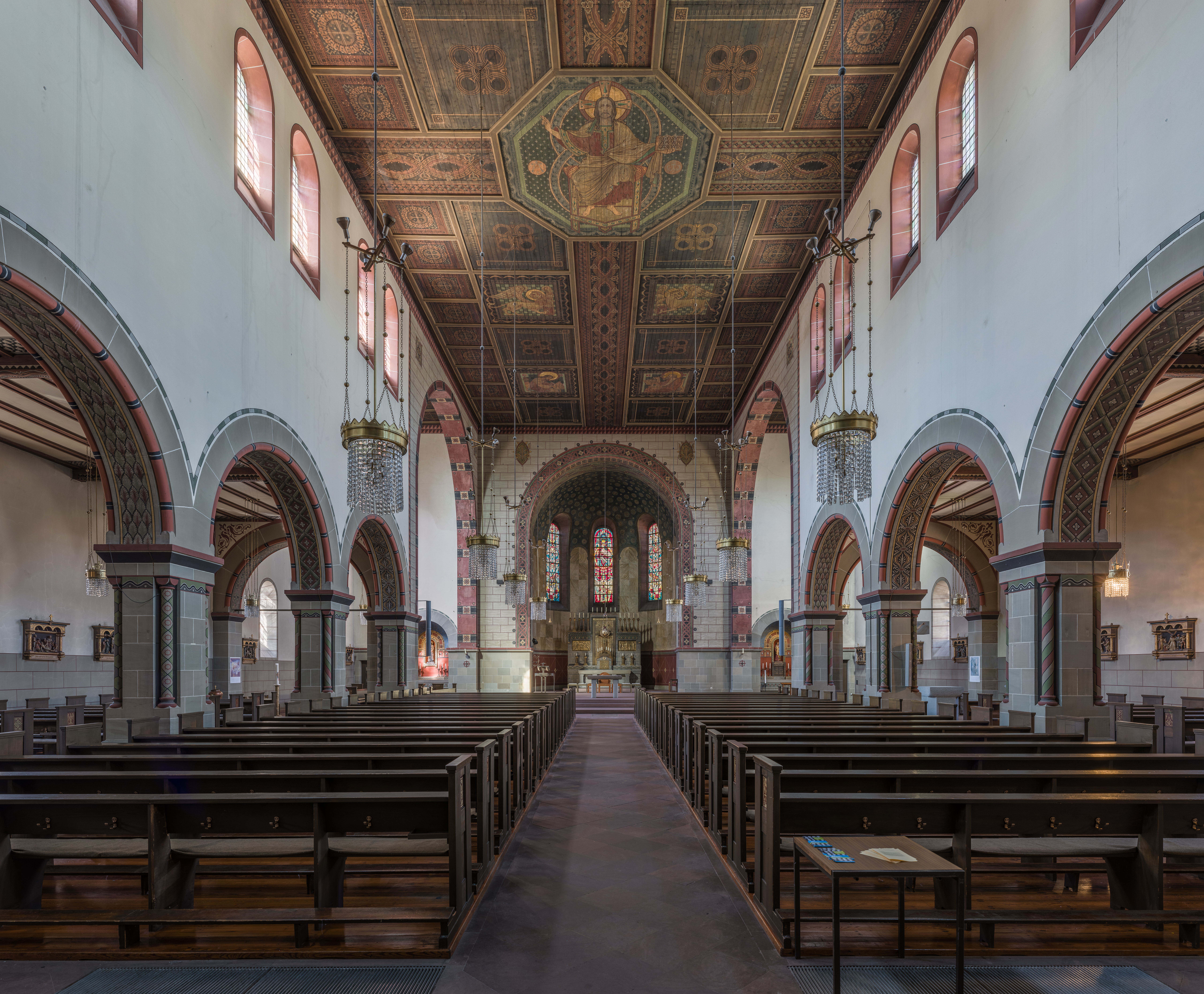
La nef de l'église St.-Josefs. Septembre 2019.

### Faïence et porcelaine
Selon Tainturier, au tournant du XVIIIe siècle il existait déjà à Höchst une fabrique de faïences fines ; d'après lui elle est fondée au tout début du siècle par "un sieur Gelz" de Francfort, qui vers 1720 essaie de produire de la porcelaine et, dans ce but, s'associe avec un de ses ouvriers du nom de Bengraf (de) et avec le potier Adam-Friedrich von Löwenfinck (de) — on retrouve ce dernier plus tard chez Paul Hannong à la faïencerie de Strasbourg où il arrive probablement en 1748, année où Hannong reconstruit et agrandit ses installations. 

Les premiers essais ne sont pas concluants, jusqu'à ce que Ringler (de), venu de Meissen, lui apporte les plans de fours de Meissen. Mais Ringler ne livre pas ses secrets et les porte toujours sur lui ; cependant un jour d'ivresse il se fait dépouiller de ses notes par Bengraf et un autre ouvrier de la fabrique. Ringler, furieux, passe en France et s'associe lui aussi à Paul Hannong de Strasbourg. Hannong acquiert aussi des matériaux à Höchst.
La faïence de Höchst et celle de Strasbourg ont en commun un bel émail et des couleurs vives, qui font leur réputation. La faïencerie de Hochst a produit des figurines très recherchées en faïence et plus tard aussi en porcelaine,, et de la vaisselle.
La marque de fabrique est une roue à 6 rayons et, plus tard, la roue couronnée de l'électeur.

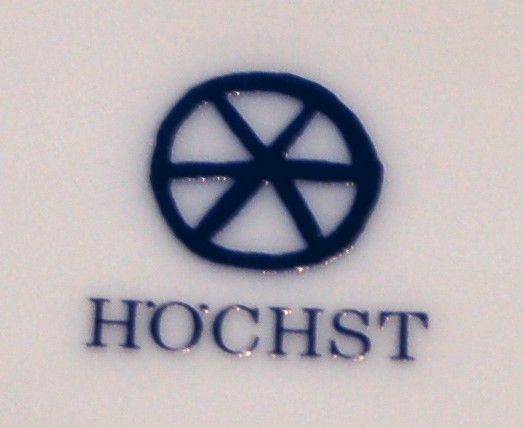
Marque de fabrique, 1746
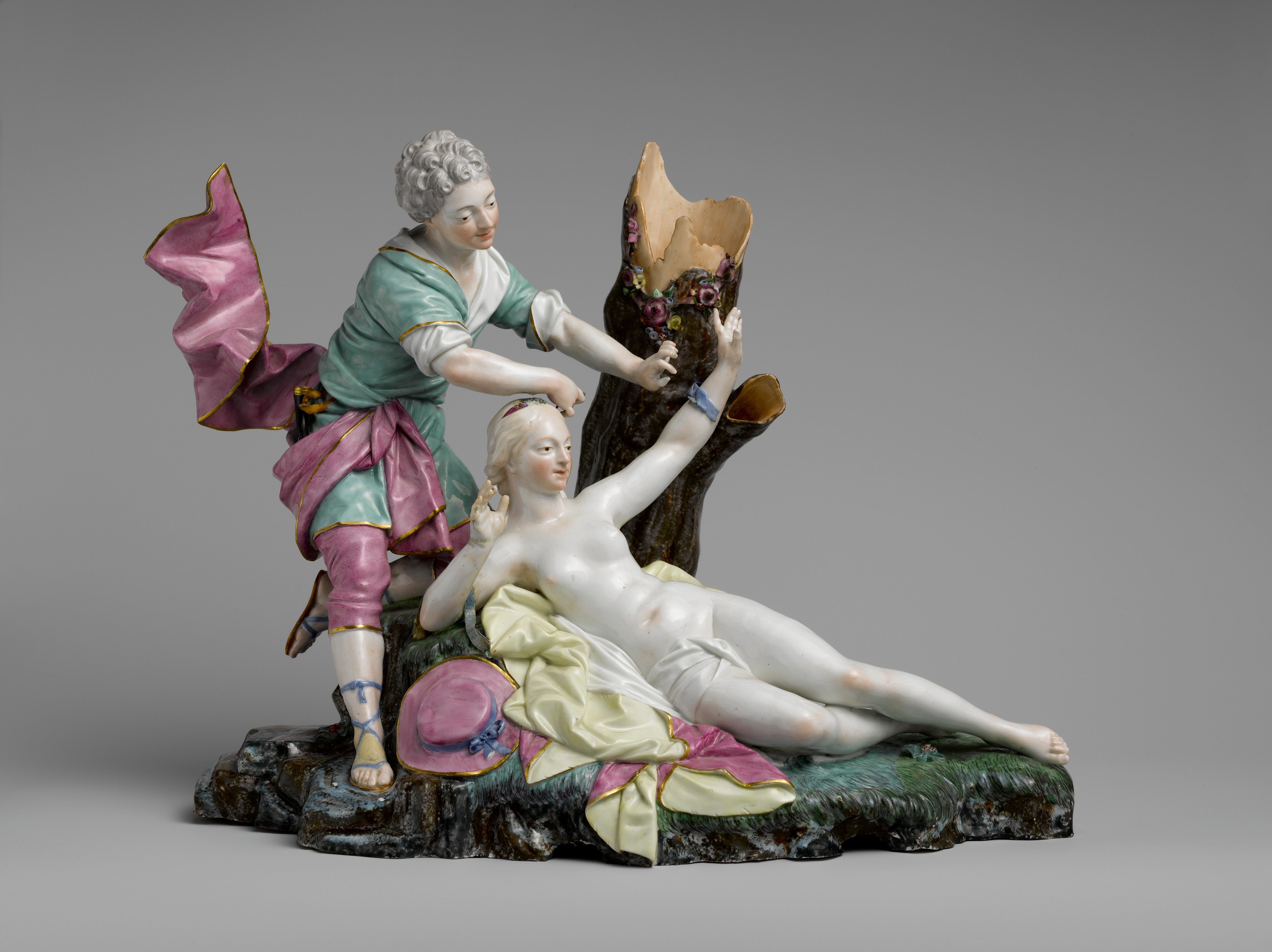
Amintas libérant Sylvia, porcelaine par Melchior, c. 1770, MET, New York
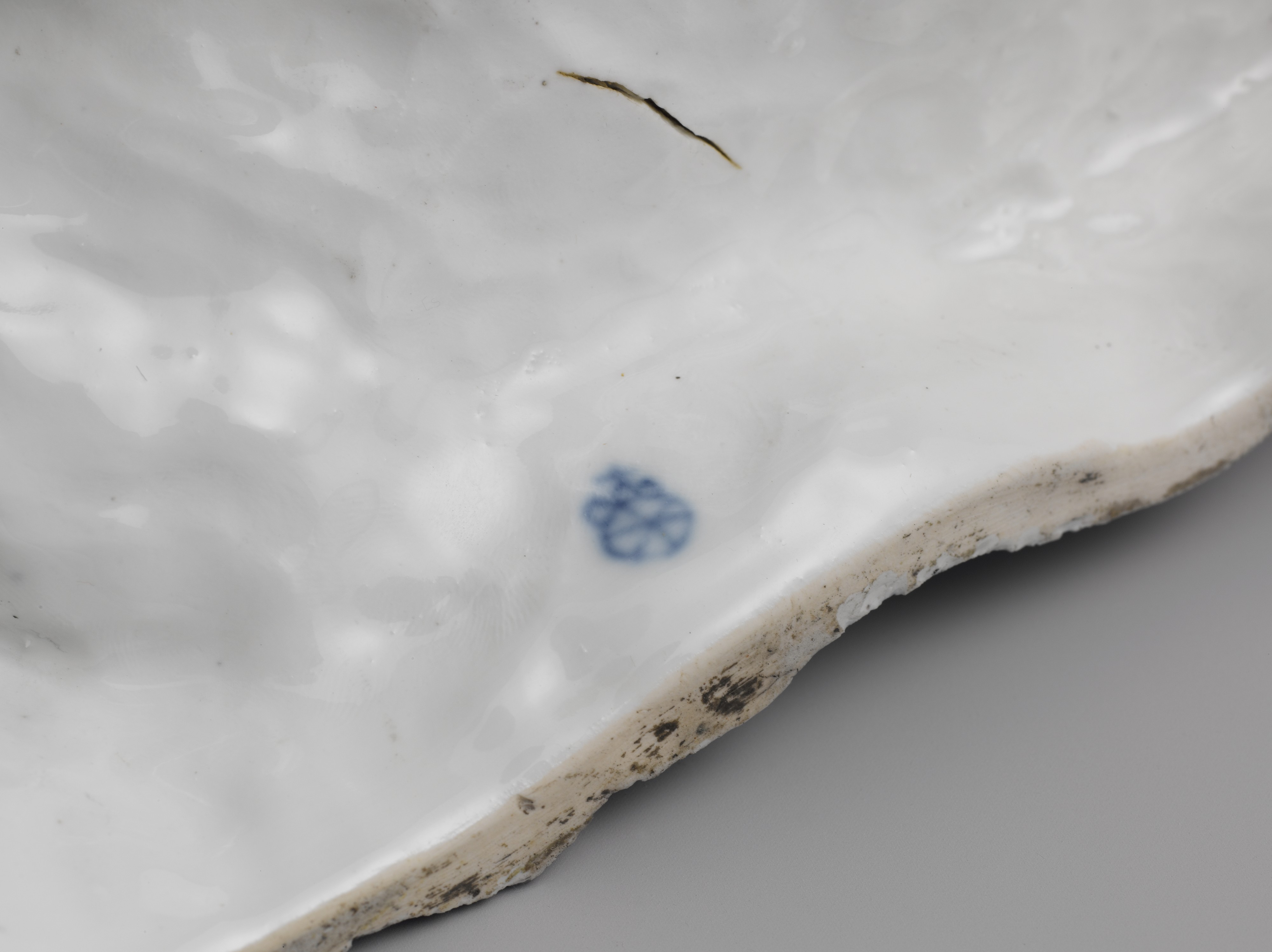
Marque de fabrique sur Amintas libérant Sylvia
porcelaine par Feilner (de), musée Hallwyl, Stockholm
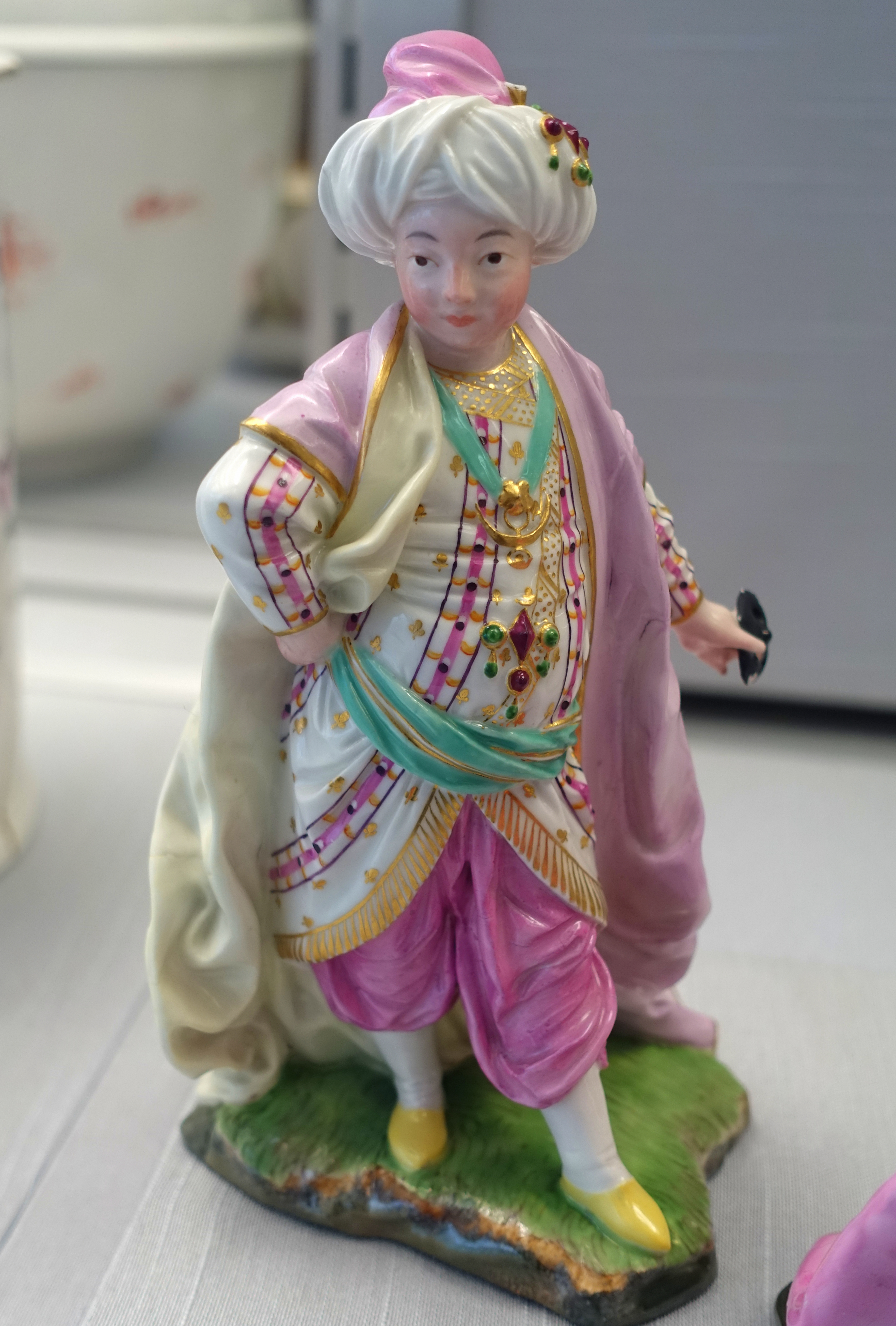
Jeune garçon en sultan, porcelaine par Melchior, c. 1770, Germanisches Nationalmuseum, Nuremberg

Johann Peter Melchior (1742-1825) est l'un de ses ouvriers les plus connus ; il y est maitre modeleur (Modellmeister ) de 1767 à 1779. Johannes Zeschinger y travaille entre 1748 et 1753, date à laquelle il rejoint la manufacture de porcelaine de Fürstenberg en Basse-Saxe.
La manufacture ferme en 1796. Ses biens sont vendus aux enchères en 1798. En 1840, Daniel Ernst Müller acquiert les anciens modèles de figurines pour sa fabrique de faïence fine qu'il a fondée à Damm, un quartier d'Aschaffenbourg en Bavière. Des moules sont créés à partir de ces figurines originelles. En 1886-1887, les moules sont en possession de la fabrique de faïence fine Franz Anton Mehlem à Poppelsdorf, de nos jours un quartier de Bonn en Rhénanie-du-Nord-Westphalie, mais ils ne sont pas utilisés. En 1903, les moules sont acquis par la manufacture de porcelaine Dressel, Kister and Cie (1853-1919) à Passau en Basse-Bavière, où ils sont à nouveau retouchés et utilisés pour la production de figurines en porcelaine. les nouvelles figurines, aussi bien de Damm-Aschaffenbourg que de Passau, sont presque systématiquement marquées du signe de la roue de la manufacture de Höchst, parfois associé avec la lettre « D » pour Damm, parfois avec une crosse d'évêque pour Passau.

### XXesiècle
Après la Première Guerre mondiale, Höchst fit partie des territoires sous contrôle français (tête-de-pont de Mayence). En 1928, deux années avant le retrait des forces françaises, Höchst est intégré à Francfort-sur-le-Main, dans le secteur du Reich[pas clair]. L'administration militaire française s'était initialement opposée à cette annexion, avant de l'accepter.[réf. nécessaire]

## Église Saint-Justin
L’église Saint-Justin est un édifice religieux datant pour une part de 830 apr. J.-C., situé dans la vieille ville de Höchst. À l’époque carolingienne, le bâtiment est érigé comme démonstration de pouvoir de l'électorat de Mayence face à la cour royale de Francfort.

## Hôtel de Dalberg
Au 186 de la Bolongarostraße se trouve l'Hôtel de Dalberg, aussi appelée Maison de Dalberg ou Dalberger Hof. Le bâtiment de style renaissance a été érigé en 1582 par Hartmuth XIII de Kronberg (1517-1591). Il le vend en 1586 à Wolfgang de Dalberg, qui avait été nommé archevêque de Mayence en 1582.

## Château de Höchst
Le château de Höchst était la résidence des officiers l'archevêque de Mayence, dans l'ancienne ville Höchst sur le Main. Il se compose de l’ancien château (Alte Schloß), construit entre le XIVe et XVIe siècles et du nouveau (Neue Schloß), bâti à la fin du XVIe siècle. Tous deux sont aujourd'hui propriété de la Fondation allemande pour la protection des monuments.

## Économie
- Hoechst

La société Meister, Lucius et Brüning était le groupe chimique et pharmaceutique d'Höchst. Elle tire son nom de la ville Hoechst, où la société a été créée en 1863 par trois chimistes allemands : Carl Friedrich Wilhelm Meister, Eugen Lucius et Ludwig August Müller. Hoechst AG a toujours eu son siège à Höchst, à part une courte interruption (1925-1952) : en 1925, les principales entreprises de la chimie allemande - BASF, Bayer et Meister, Lucius et Brüning- se sont regroupées avec quelques autres au sein du groupement d'intérêt économique IG Farben AG. En 1999, la société a fusionné avec le français Rhône-Poulenc SA et est devenu Aventis, puis après une autre fusion Sanofi-Aventis en 2004, et enfin Sanofi en 2011. Il y a encore des recherches d'envergure et les activités de production de l'entreprise à Höchst.
- Parc industriel Höchst

L'ancien site de la compagnie Hoechst est devenu en 1998, le Parc industriel Höchst spécialisé dans la chimie et la pharmacie et regroupant 22 000 emplois en 2011.

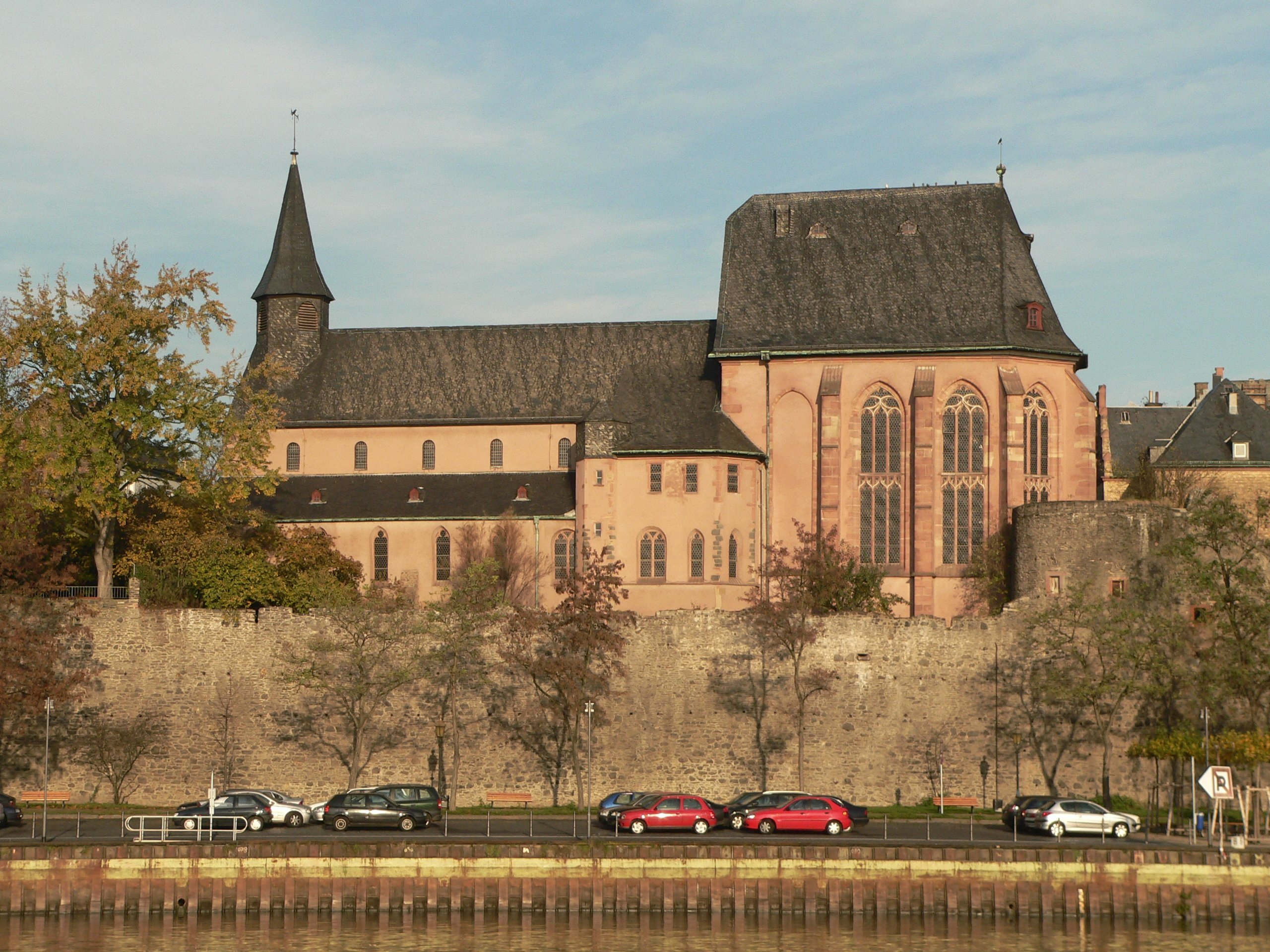
Église Saint-Justin derrière le rempart
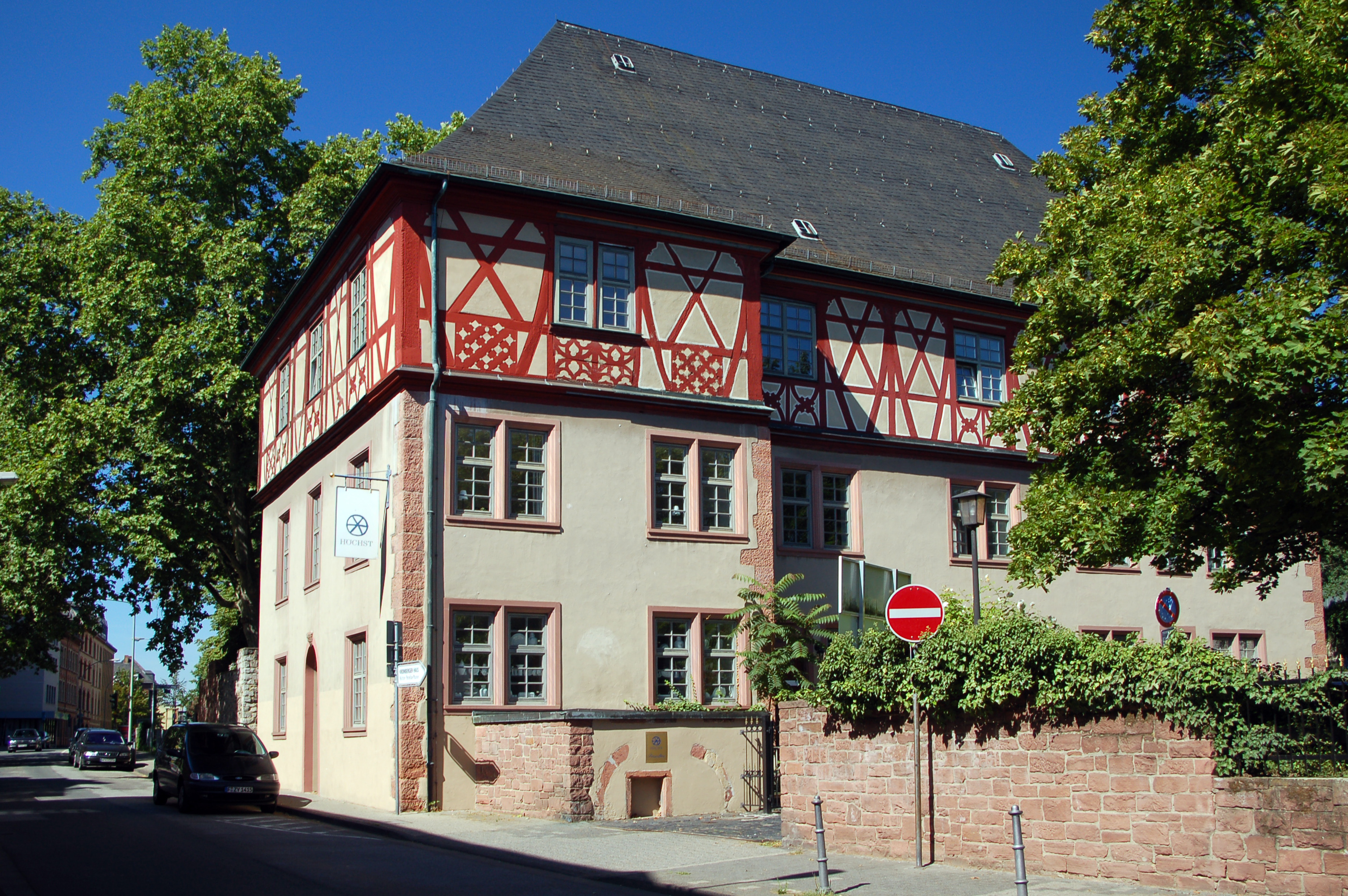
Hôtel de Dalberg
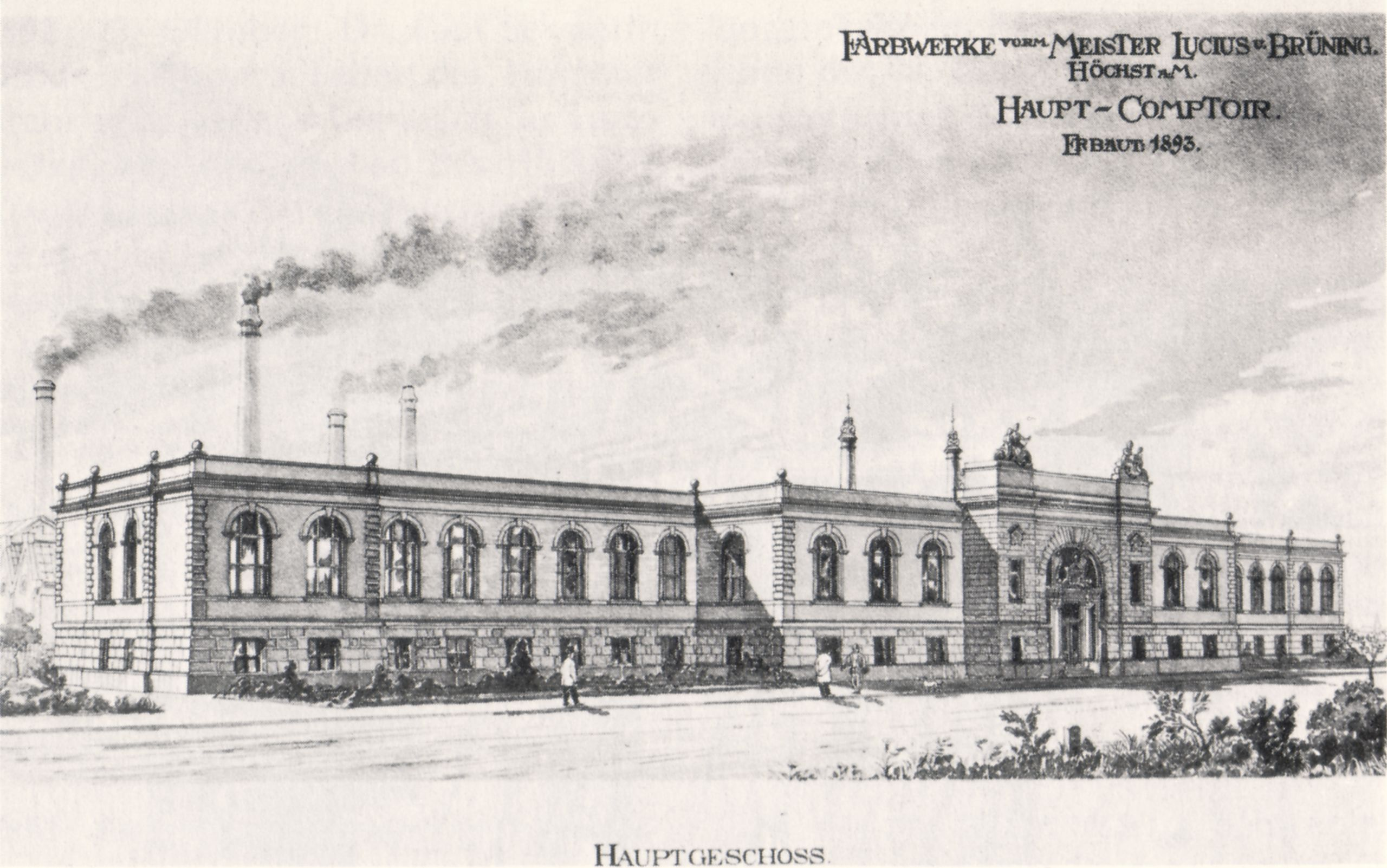
Comptoir principal de l'usine Hoechst en 1893